# Скочилов Анатолій Андріанович
Анатолій Андріанович Скочилов (6 квітня 1912, село Васильєвське Вятської губернії, тепер Яранського району Кіровської області, Російська Федерація — 6 липня 1977, місто Москва) — радянський діяч, 1-й секретар Ульяновського обласного комітету КПРС, голова Арзамаського облвиконкому. Депутат Верховної Ради СРСР 4-го, 6—9-го скликань. Кандидат у члени ЦК КПРС у 1961—1966 роках. Член ЦК КПРС у 1966—1977 роках. 

## Біографія
Народився в родині селянина-середняка. У 1931 році закінчив сільськогосподарський технікум.
У 1931—1933 роках — старший агроном радгоспу «Санке» в Середній Азії, дільничний агроном у Горьковському краї.
У 1933—1938 роках — студент Горьковського сільськогосподарського інституту.
У 1938 році — старший агроном сортового управління Горьковського обласного земельного відділу.
У 1938—1940 роках — у Червоній армії. Брав участь в бойових діях проти Польщі та Фінляндії.
Член ВКП(б) з 1940 року.
У 1940—1944 роках — в органах НКВС СРСР: начальник сільськогосподарської колонії УНКВС міста Горького, директор радгоспу НКВС «Щербинки» Котовського району Горьковської області.
У листопаді 1944 — 1947 року — 1-й секретар Тализінського районного комітету ВКП(б) Горьковської області.
У 1947—1948 роках — завідувач сільськогосподарського відділу Горьковського обласного комітету ВКП(б).
У серпні 1948 — серпні 1949 року — 3-й секретар Горьковського обласного комітету ВКП(б).
У 1949—1952 роках — слухач Вищої партійної школи при ЦК ВКП(б).
У 1952—1953 роках — в органах МДБ СРСР.
У 1953 — січні 1954 року — начальник Горьковського обласного управління сільського господарства і заготівель.
У січні 1954 — квітні 1957 року — голова виконавчого комітету Арзамаської обласної ради депутатів трудящих.
У 1957 році — міністр сільського господарства Татарської АРСР.
У 1957 — 28 жовтня 1960 року — секретар Татарського обласного комітету КПРС.
28 жовтня 1960 — серпень 1961 року — 2-й секретар Татарського обласного комітету КПРС.
7 серпня 1961 — січень 1963 року — 1-й секретар Ульяновського обласного комітету КПРС.
У січні 1963 — грудні 1964 року — 1-й секретар Ульяновського сільського обласного комітету КПРС.
У грудні 1964 — 6 липня 1977 року — 1-й секретар Ульяновського обласного комітету КПРС.
Помер 6 липня 1977 року в Москві.

## Нагороди і звання
- три ордени Леніна)
- орден Трудового Червоного Прапора
- медаль «За трудову доблесть»
- медалі
- Почесний громадянин Ульяновської області (посмертно)